# Аньдінмень
Аньдінмень (кит. спр. 安定门, піньїнь: Āndìngmén, букв. «Брама заспокоєння і стабілізації») — назва фортечних воріт в північній частині колишнього Пекінського фортечного муру. Ширина цієї фортечної споруди становила 31 м, а глибина — 16 м; висота надбрамної вежі досягала 36 м. Барбакан мав ширину 68 м та глибину 62 м. З внутрішньої сторони майже всіх воріт Пекіна перебували кумирні, присвячені Ґуань Юю, лише у внутрішніх сторін воріт Аньдінмень і Дешенмень були кумирні, присвячені Сюаньу.
Ці ворота існували ще в мурі Ханбалика, і називалися Аньчженьмень. Після вигнання монголів ворота були перейменовані в Аньдінмень, символізуючи встановлення спокою та стабільності в Китаї. Через ці ворота війська після військових походів поверталися в місто.
Виїжджаючи через Аньдінмень, імператор прямував в Храм Землі для здійснення жертвопринесень, проте набагато частіше вони використовувалися для вивозу з міста каналізаційних відходів, і через них проїжджали вози золотарів.
У 1915 році був знесений барбакан. У 1969 році були знесені і самі ворота. Перед знесенням їх випробували на міцність: до воріт дротом прив'язали товсту колоду, і стали тягнути лебідкою. Ворота перекосилися на 15 градусів, але не впали.
Згодом на цьому місці була споруджена Аньдінменьська естакада, що стала частиною 2-ї кільцевої дороги. Від 2-го кільця всередину міста на цьому місці йде проспект Аньдінмень нейдацзе («Проспект, прямуючий всередину від Аньдінмень»), а назовні — Аньдінмень вайдацзе («Проспект, прямуючий назовні від Аньдінмень»). Тут знаходиться станція «Аньдінмень» 2 лінія Пекінського метрополітену.